# (2119) Schwall
(2119) Schwall est un astéroïde de la ceinture principale découvert le 3 août 1930 à Heidelberg par les astronomes Max Wolf et Mario A. Ferrero.